# Akira Natori
Akira Natori (名取亮, Natori Akira) est un astronome amateur japonais né en 1956.
D'après le Centre des planètes mineures, il a codécouvert trente-deux astéroïdes avec Takeshi Urata entre 1990 et 1993.
L'astéroïde (5520) Natori porte son nom.

## Astéroïdes découverts
| (4806) Miho                      | 22 décembre 1990 |
| (4959) Niinoama                  | 15 août 1991     |
| (5565) Ukyounodaibu              | 10 novembre 1991 |
| (5650) Mochihito-o               | 10 décembre 1990 |
| (5744) Yorimasa                  | 14 décembre 1990 |
| (5784) Yoron                     | 9 février 1991   |
| (5855) Yukitsuna                 | 26 octobre 1992  |
| (6042) Cheshirecat               | 23 novembre 1990 |
| (6136) Gryphon                   | 22 décembre 1990 |
| (6137) Johnfletcher              | 25 janvier 1991  |
| (6527) Takashiito                | 31 octobre 1992  |
| (6610) Burwitz                   | 28 janvier 1993  |
| (6649) Yokotatakao               | 5 septembre 1991 |
| (7131) Longtom                   | 23 décembre 1992 |
| (7301) Matsuitakafumi            | 2 janvier 1993   |
| (7525) Kiyohira                  | 18 décembre 1992 |
| (7952) 1992 XB                   | 3 décembre 1992  |
| (8865) Yakiimo                   | 1er janvier 1992 |
| (9367) 1993 BO3                  | 30 janvier 1993  |
| (9769) Nautilus                  | 24 février 1993  |
| (9867) 1991 VM                   | 3 novembre 1991  |
| (11549) 1992 YY                  | 25 décembre 1992 |
| (11919) 1992 UD2                 | 25 octobre 1992  |
| (12748) 1993 BP3                 | 30 janvier 1993  |
| (13974) 1991 YC                  | 28 décembre 1991 |
| (15749) 1991 VT1                 | 5 novembre 1991  |
| (17518) Redqueen                 | 18 décembre 1992 |
| (20041) 1992 YH                  | 18 décembre 1992 |
| (21053) 1990 VE                  | 10 novembre 1990 |
| (21122) 1992 YK                  | 23 décembre 1992 |
| (22357) 1992 YJ                  | 22 décembre 1992 |
| (30885) 1992 UU4                 | 30 octobre 1992  |
| toutes faites avec Takeshi Urata |                  |